# HMS Belos
O HMS Belos (A214) é um navio de salvamento submarino e de missões de mergulho avançado da Marinha Sueca.

Pertence à 1.ª Flotilha de Submarinos, sediada na cidade de Karlskrona, no sul da Suécia.

Forma, juntamente com o minissubmarino de resgate URF, o sistema sueco de salvamento de submarinos.

Foi construído nos Países Baixos, no início da década de 1980, como navio de transporte e de combate a incêndios nas plataformas petrolíferas.

Tem quase 105 metros de comprimento, 18 metros de largura e uma velocidade de 13 nós. Pode acomodar uma tripulação de 40 pessoas. 

Dispõe de uma câmara pressurizada e de um heliporto, não precisando de fundear, uma vez que possui posicionamento dinâmico, podendo o navio ser mantido no lugar por uma combinação de GPS, bússola giroscópica e propulsores de leme e proa.

É totalmente compatível com o sistema de salvamento de submarinos da NATO.